# Bärenreiter

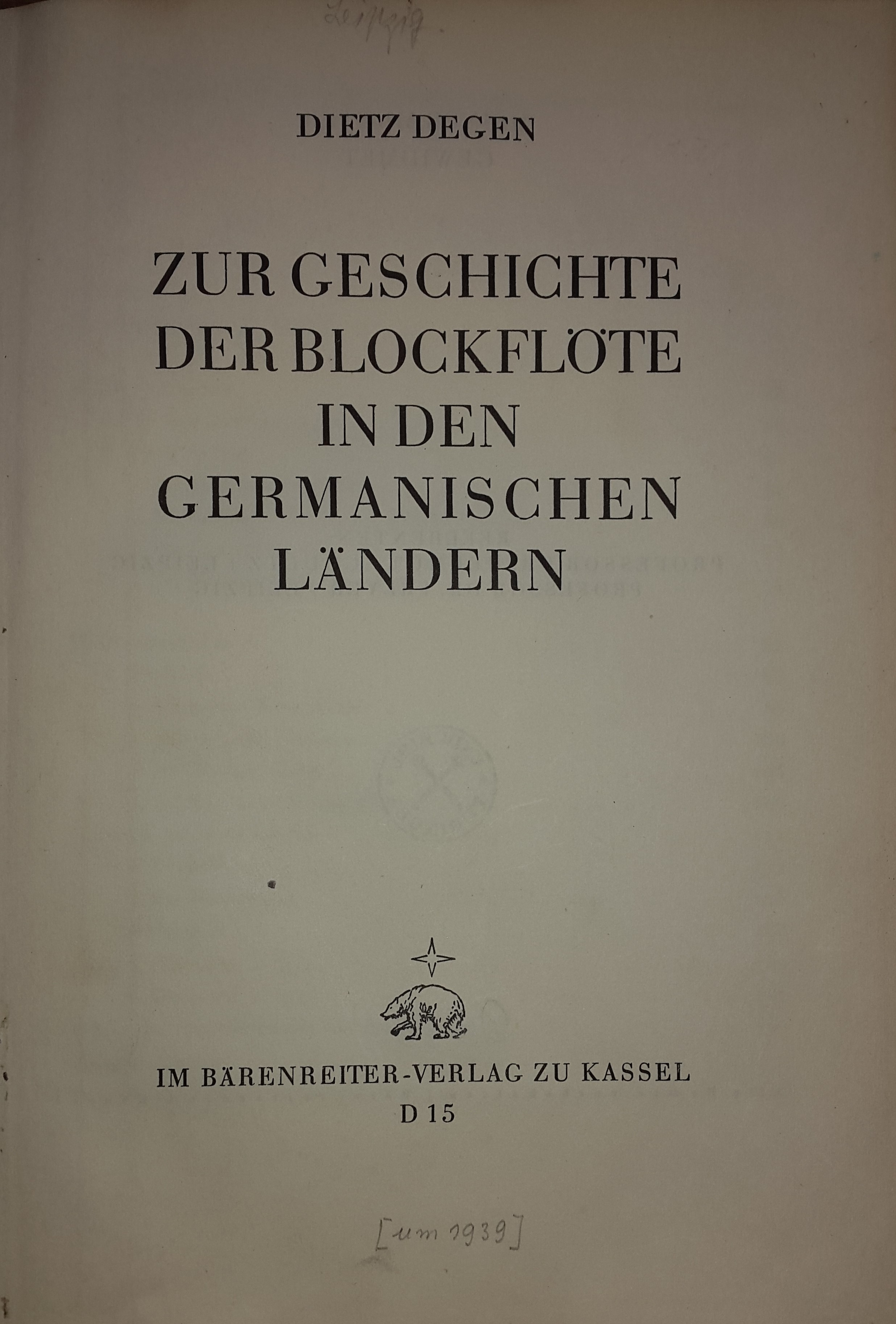
Dietz Degen Blockflöte 1939 Titel

Bärenreiter (Bärenreiter-Verlag) es una editorial alemana de música académica especializada en la edición de partituras, con sede en la ciudad de Kassel.

## Historia
La empresa fue fundada por Karl Vötterle (1903–1975) en Augsburgo en 1923, y trasladada a Kassel en 1927, donde mantiene en la actualidad sus oficinas centrales; también posee sucursales en Basilea, Londres, Nueva York y Praga.  La compañía es actualmente dirigida por Barbara Scheuch-Vötterle, descendiente del fundador, y Leonhard Scheuch.
Desde 1951, la compañía se ha centrado en editar, en ediciones urtext, las obras completas de varios compositores, como Johann Sebastian Bach, Hector Berlioz, Christoph Willibald Gluck, Georg Friedrich Händel, Leoš Janáček, Wolfgang Amadeus Mozart, Franz Schubert y Georg Philipp Telemann, entre otros.